# Konfiguracja sieci elektroenergetycznej
Konfiguracja sieci elektroenergetycznej - jest to jednoznacznie określony układ danej struktury sieci, otrzymany przez wyłączenia i przełączenia wykonane w zbiorze jej elementów. Rozróżnia się konfiguracje: normalne, awaryjne, poawaryjne. Każdej strukturze sieci odpowiada skończony zbiór konfiguracji. 
Pojęcie konfiguracja sieci zastępuje używany niegdyś termin stan sieci.
Sieci otwarte mogą pracować wyłącznie w konfiguracjach otwartych. Natomiast sieci zamknięte mogą pracować bądź w konfiguracjach otwartych, bądź w zamkniętych. Konfiguracje otwarte sieci zamkniętych stosuje się w Polsce w sieciach miejskich nn i SN, w sieciach rejonowych SN oraz niekiedy w sieciach przesyłowych. Sieci o konfiguracji otwartej są bardziej zawodne niż sieci o konfiguracjach zamkniętych. Przejęcie zasilania przez elementy nieuszkodzone wymaga dokonania przełączeń bądź przez układy SZR, bądź przez obsługę.